# Ko Samui

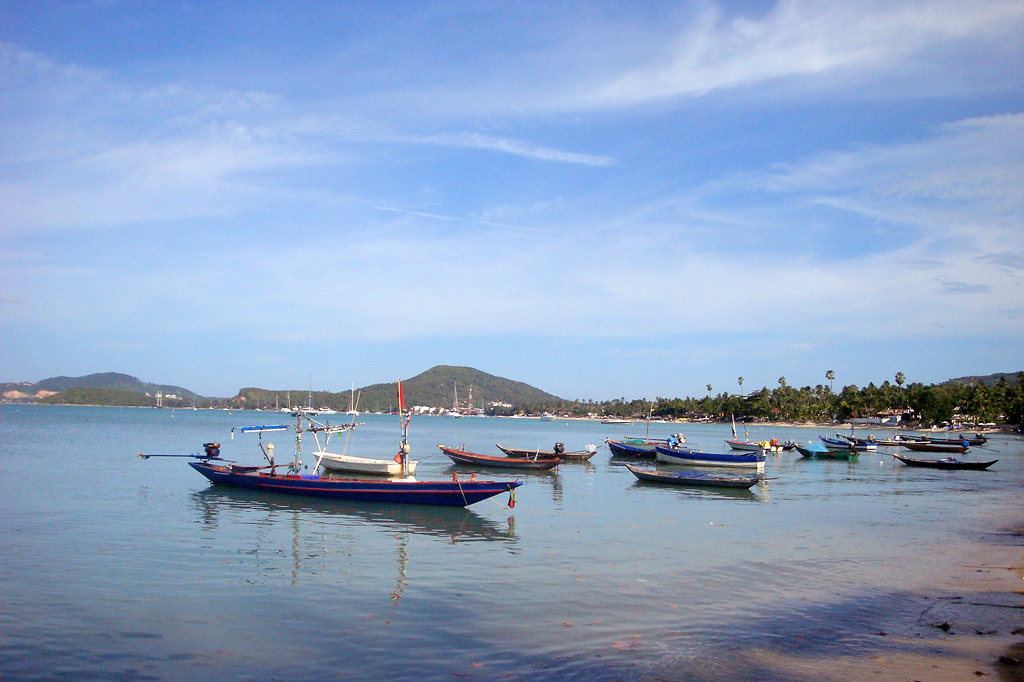
Bãi biển Bo Phut

Koh Samui là một đảo thuộc tỉnh Surat Thani (hay Ko Samui, tiếng Thái: เกาะสมุย). Đảo này nằm ở ngoài khơi bờ đông eo đất Kra ở Thái Lan, gần thị xã Sura Thani trong đất liền. Đây là đảo lớn thứ ba của Thái Lan với diện tích 228,7 km² và dân số trên 50.000 người (năm 2008). Đảo có nhiều bãi biển cát trắng và rạn san hô, đón khoảng 1,5 triệu lượt du khách mỗi năm. Vào tháng 6 năm 2008, Koh Samui đã được nâng thành thành phố độc lập.
Hòn đảo này đã có con người sinh sống khoảng 15 thế kỷ trước đây, trong những khu định cư của các ngư dân từ bán đảo Mã Lai và miền Nam Trung Quốc. Nó xuất hiện trên bản đồ Trung Quốc năm 1687, dưới tên Pulo Cornam. Cho đến cuối thế kỷ 20, Ko Samui là một cộng đồng tự cung tự cấp cô lập, có ít kết nối với đất liền của Thái Lan. Hòn đảo này không có đường bộ đến đầu thập niên 1970, và cuộc hành trình 15 km từ một phía của hòn đảo qua phía kia có thể mất đến cả một ngày leo núi.
Koh Samui có sân bay Samui.

## Hành chính
Huyện Koh Samui là một huyện thuộc tỉnh Surat Thani và được chia làm bảy phó huyện (tambon). Huyện này quản lý đảo cùng tên cùng quần đảo Ang Thong và một số đảo nhỏ gần đó. Toàn bộ đảo Koh Samui là một đô thị (thesaban mueang).

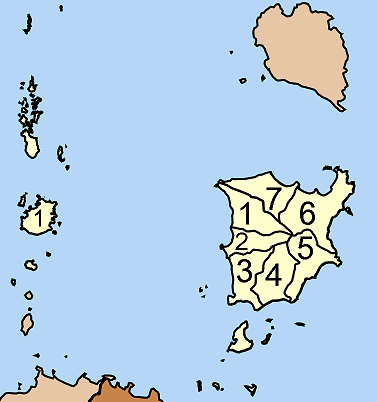
Bản đồ các Tambon

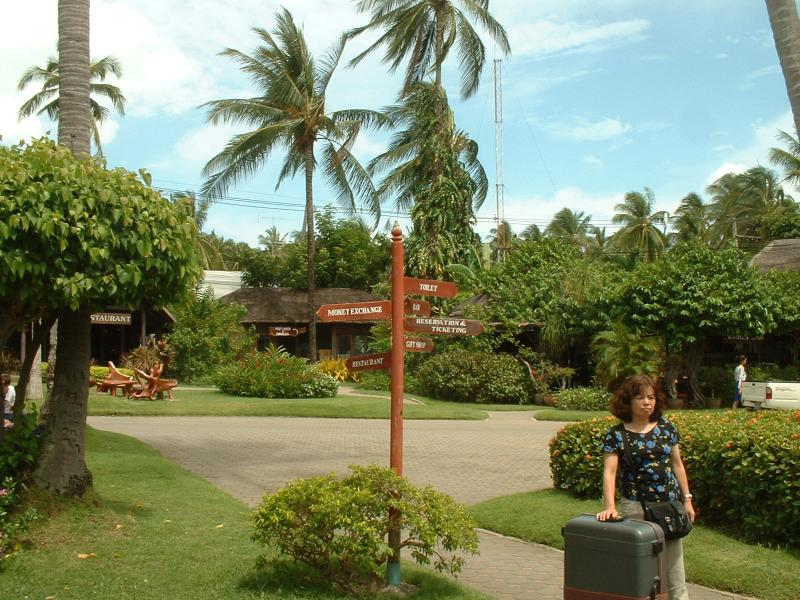
Sân bay quốc tế Samui

| 1. Ang Thong 2. Lipa Noi 3. Taling Ngam 4. Na Mueang 5. Maret 6. Bo Phut 7. Mae Nam |